# Cursa d'alta muntanya
Una cursa d'alta muntanya és una modalitat de cursa d'altitud que consisteix a recórrer una distància superior a la d'una mitja marató (21,079 km), en terrenys situats entre els 2.000 i els 4.000 m d'altitud, amb pendents que no poden excedir els 40º ni superar el segon grau de dificultat tècnica.